# وسام الاستحقاق (الولايات المتحدة)
وسام الاستحقاق هو جائزة عسكرية لأفراد القوات المسلحة للولايات المتحدة تعطى عن جدارة للسلوكات الاستثنائية في أداء الخدمات المتميزة والإنجازات المبهرة. ويُمنح الوسام لأفراد القوات النظامية السبعة في الولايات المتحدة فضلًا عن الشخصيات العسكرية والسياسية من الحكومات الأجنبية.

## قائمة
- كود سباركل
- تحديث القائمة

1. آنا ماي هايز.
2. إدوارد ن. هال.
3. أرشيبالد ويفل.
4. أميكام نوركين.
5. أنتوني ماك أوليف، جندي من الولايات المتحدة الأمريكية.
6. أنطونيو كارديناس رودريغيز، عسكري برتبة جنرال من المكسيك.
7. أوبري نيومان، كاتب من الولايات المتحدة الأمريكية.
8. أوليفر بي سميث، ضابط من الولايات المتحدة الأمريكية.
9. باد داي.
10. باري لورنتز.
11. باول د. هاركنز، عسكري من الولايات المتحدة الأمريكية.
12. برايان د. براون، ضابط من الولايات المتحدة الأمريكية.
13. برنارد مونتغمري، ضابط عسكري بريطاني.
14. بريم تينسولانوندا، عسكري وسياسي تايلندي شغل منصب رئيس وزراء البلاد (1980 – 1988).
15. بوبي راي إينمان، ضابط من الولايات المتحدة الأمريكية.
16. بورتون س. أندروس.
17. بول إكسزافير كيلي، قائد عسكري أمريكي.
18. بيتر بيس، ضابط من الولايات المتحدة الأمريكية.
19. بيتر شوميكر، عسكري من الولايات المتحدة الأمريكية.
20. تريسي إل. غاريت.
21. تريفور ن. دوبوي، مؤرخ من الولايات المتحدة الأمريكية.
22. تشارلي كارلسون.
23. تشيستر ر. ألين.
24. جابي أشكنازي، عسكري إسرائيلي.
25. جاك باور، شخصية في مسلسل 24 التليفزيوني.
26. جاك شابان دلماس، سياسي فرنسي.
27. جورج إم. جونز.
28. جورج باتون، قائد عسكري أمريكي، برتبة جنرال (4 نجوم) شارك في الحرب العالمية الثانية.
29. جورج وليام كيسي جونيور، ضابط من الولايات المتحدة الأمريكية.
30. جوزف لاوتن كولينز.
31. جوزيف دانفورد، ضابط من الولايات المتحدة الأمريكية.
32. جوزيف ماغيري، ضابط من الولايات المتحدة الأمريكية.
33. جون أبي زيد، ضابط من الولايات المتحدة الأمريكية.
34. جون إتش هيستر.
35. جون إم. ريتشاردسون، ضابط من الولايات المتحدة الأمريكية.
36. جون س. ماكوين، ضابط من الولايات المتحدة الأمريكية.
37. جوناثان أ. يوين، ضابط من الولايات المتحدة الأمريكية.
38. جيرالد كيتشام، مستكشف من الولايات المتحدة الأمريكية.
39. جيري أو. تاتل.
40. جيمس جاي ليندسي.
41. جيمس روي أندرسن.
42. دوغلاس م. فريزر، ضابط من الولايات المتحدة الأمريكية.
43. دونالد إي. إدواردز، سياسي من الولايات المتحدة الأمريكية.
44. ديبورا بيركس، دبلوماسية من الولايات المتحدة الأمريكية.
45. ديفيد بتريوس، ضابط من الولايات المتحدة الأمريكية.
46. ديفيد س. جونز.
47. ديفيد نيفن.
48. ديلبرت إل. بريستول.
49. رايموند ألبرت ويلر.
50. رايموند بي كوفمان، ضابط من الولايات المتحدة الأمريكية.
51. روبرت كاتلر.
52. روبرت ماكنامارا، سياسي أمريكي.
53. روبرت مايكل وايت، رائد فضاء أمريكي.
54. روبرت منزيس.
55. ريتشارد إيفلين بيرد.
56. ريتشارد بي روس جونيور.
57. ريموند توماس أوديرنو، عسكري من الولايات المتحدة الأمريكية.
58. ستانلي مكريستال، عسكري من الولايات المتحدة الأمريكية.
59. ستيفن ليندسي، رائد فضاء أمريكي.
60. سكوت ستيرني، طيار بحري أمريكي ونائب أميرال بحرية الولايات المتحدة.
61. سكوت كيلي، رائد فضاء أمريكي.
62. عبد العزيز آل سعود، مؤسس الدولة السعودية الثالثة (الحديثة).
63. عمر برادلي، سياسي أمريكي.
64. غوردون بليك، ضابط من الولايات المتحدة الأمريكية.
65. فرانك كابرا.
66. فرد إي. هاينز جونيور.
67. فرنسيس بيرش، أستاذ جامعي من الولايات المتحدة الأمريكية.
68. فريدريك كارلتون ويند، عسكري من الولايات المتحدة الأمريكية.
69. فيرنون ستوردي.
70. كارتر هام.
71. كارل فريدريك هولدن، ضابط من الولايات المتحدة الأمريكية.
72. كريتون أبرامز، ضابط من الولايات المتحدة الأمريكية.
73. كلير لي شينو.
74. كولن باول، سياسي أمريكي.
75. لوسيوس د. كلاي، سياسي أمريكي.
76. لويد أوستن، عسكري من الولايات المتحدة الأمريكية.
77. لويس مونتباتن.
78. ليزلي سكينر.
79. ماثيو ريدجواي، سياسي أمريكي.
80. مارتن ديمبسي، سياسي أمريكي.
81. مارك إسبر، القائم بأعمال وزير الدفاع الأمريكي بالإنابة.
82. مارك وين كلارك، ضابط من الولايات المتحدة الأمريكية.
83. محمود فريحات، قائد عسكري أردني.
84. موريس ديفيس، ضابط من الولايات المتحدة الأمريكية.
85. موريس روز، ضابط من الولايات المتحدة الأمريكية.
86. نورمان شوارتسكوف.
87. هارولد ألكسندر.
88. هارولد د. كامبل.
89. هربرت مكماستر.
90. هنري أرنولد.
91. هيو شيلتون، عسكري من الولايات المتحدة الأمريكية.
92. والتر كريغر، عسكري من الولايات المتحدة الأمريكية.
93. واين أ. داونينج، صحفي من الولايات المتحدة الأمريكية.
94. وليام ويستمورلاند، سياسي أمريكي.
95. ويليام أرنولد، عسكري من الولايات المتحدة الأمريكية.
96. ويليام إف دين، عسكري من الولايات المتحدة الأمريكية.
97. ويليام جاي كرو.
98. ويليام جي. بويكن.
99. ويليام ر. دان، طيار بطل من الولايات المتحدة الأمريكية.
100. ويليام سيمبسون، ضابط من الولايات المتحدة الأمريكية.
101. ويليام هارينجتون ليهي، ضابط من الولايات المتحدة الأمريكية.
102. يوليانا ملكة هولندا، ملكة سابقة في هولندا.